# Franklin Institute Awards

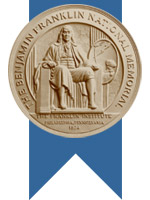
Médaille Benjamin-Franklin

Le Franklin Institute Awards (ou médaille Benjamin-Franklin) est une récompense de science et d'ingénierie présenté depuis 1824 par le Franklin Institute, de Philadelphie.
Les Franklin Institute Awards comprend :
- La médaille Benjamin Franklin dans 7 domaines des sciences et ingénieries.
- La récompense Bower (Bower Award)
- Le prix de la Réussite en Science (Prize for Achievement in Science)
- Le prix Bower du Leadership d'entreprise (Bower Award for Business Leadership).

## Lauréats
| Année | Nom                              | Domaine                                                                         |
| ----- | -------------------------------- | ------------------------------------------------------------------------------- |
| 1998  | Emmanuel Desurvire               | Ingénierie                                                                      |
| 1998  | Robert B. Laughli                | Physique                                                                        |
| 1998  | David N. Payn (en)               | Ingénierie                                                                      |
| 1998  | Stanley B. Prusiner              | Science de la nature                                                            |
| 1998  | Horst L. Stormer                 | Physique                                                                        |
| 1998  | Daniel Tsui                      | Physique                                                                        |
| 1998  | Ahmed Zewail                     | Chimie                                                                          |
| 1999  | Noam Chomsky                     | Informatique et sciences cognitives                                             |
| 1999  | Douglas C. Engelbart             | Informatique et sciences cognitives                                             |
| 1999  | Walter Kaminsky                  | Chimie                                                                          |
| 1999  | Barry J. Marshall                | Science de la nature                                                            |
| 1999  | John C. Mather                   | Physique                                                                        |
| 1999  | Richard W. Shorthill             | Informatique et sciences cognitives                                             |
| 1999  | Akira Tonomura                   | Physique                                                                        |
| 1999  | Victor Vali                      | Informatique et sciences cognitives                                             |
| 2000  | John Cocke                       | Informatique et sciences cognitives                                             |
| 2000  | Eric Cornell                     | Physique                                                                        |
| 2000  | Gordon Danby                     | Ingénierie mécanique                                                            |
| 2000  | Eville Gorham (en)               | Science de la Terre                                                             |
| 2000  | Robert H. Grubbs                 | Chimie                                                                          |
| 2000  | Wolfgang Ketterle                | Physique                                                                        |
| 2000  | Antoine Labeyrie                 | Ingénierie électrique                                                           |
| 2000  | James R. Powell (en)             | Ingénierie mécanique                                                            |
| 2000  | Carl Wieman                      | Physique                                                                        |
| 2001  | Judah Folkman                    | Science de la nature                                                            |
| 2001  | Alan H. Guth                     | Physique                                                                        |
| 2001  | Marvin Minsky                    | Informatique et sciences cognitives                                             |
| 2001  | K. Barry Sharpless               | Chimie                                                                          |
| 2001  | Rob Van der Voo                  | Science de la Terre                                                             |
| 2001  | Bernard Widrow                   | Ingénierie électrique                                                           |
| 2002  | Norman Allinger                  | Chimie                                                                          |
| 2002  | Mary-Dell Chilton                | Science de la nature                                                            |
| 2002  | Sumio Iijima                     | Physique                                                                        |
| 2002  | Shuji Nakamura                   | Ingénierie                                                                      |
| 2002  | Alexandra Navrotsky (en)         | Science de la Terre                                                             |
| 2002  | Lucy Suchman                     | Informatique et sciences cognitives                                             |
| 2003  | Bishnu S. Atal (en)              | Ingénierie électrique                                                           |
| 2003  | John N. Bahcall                  | Physique                                                                        |
| 2003  | Raymond Davis Jr.                | Physique                                                                        |
| 2003  | Jane Goodall                     | Science de la nature                                                            |
| 2003  | Robin M. Hochstrasser            | Chimie                                                                          |
| 2003  | Masatoshi Koshiba                | Physique                                                                        |
| 2003  | John McCarthy                    | Informatique et sciences cognitives                                             |
| 2003  | Norman A. Phillips (en)          | Science de la Terre                                                             |
| 2003  | Joseph Smagorinsky               | Science de la Terre                                                             |
| 2003  | Charles H. Thornton              | Ingénierie                                                                      |
| 2004  | Roger Bacon (en)                 | Ingénierie mécanique                                                            |
| 2004  | Harry B. Gray                    | Chimie                                                                          |
| 2004  | Richard M. Karp                  | Informatique et sciences cognitives                                             |
| 2004  | Robert B. Meyer                  | Physique                                                                        |
| 2004  | Robert E. Newnham                | Ingénierie électrique                                                           |
| 2005  | Elizabeth Blackburn              | Science de la nature                                                            |
| 2005  | Aravind K. Joshi                 | Informatique et sciences cognitives                                             |
| 2005  | Yoichiro Nambu                   | Physique                                                                        |
| 2005  | Peter R. Vail (en)               | Science de la Terre                                                             |
| 2005  | Andrew J. Viterbi (en)           | Ingénierie électrique                                                           |
| 2006  | Ray W. Clough                    | Ingénierie                                                                      |
| 2006  | Samuel J. Danishefsky            | Chimie                                                                          |
| 2006  | Luna B. Leopold (en)             | Science de la Terre                                                             |
| 2006  | Donald Norman                    | Informatique et sciences cognitives                                             |
| 2006  | Fernando Nottebohm (en)          | Science de la nature                                                            |
| 2006  | Giacinto Scoles (en)             | Physique                                                                        |
| 2006  | J. Peter Toennies (en)           | Physique                                                                        |
| 2006  | M. Gordon Wolman (en)            | Science de la Terre                                                             |
| 2007  | Klaus Biemann                    | Chimie                                                                          |
| 2007  | Robert H. Dennard                | Ingénierie électrique                                                           |
| 2007  | Merton C. Flemings               | Science des matériaux                                                           |
| 2007  | Arthur B. McDonald               | Physique                                                                        |
| 2007  | Steven W. Squyres (en)           | Science de la Terre                                                             |
| 2007  | Yoji Totsuka                     | Physique                                                                        |
| 2007  | Nancy Wexler                     | Science de la nature                                                            |
| 2008  | Victor Ambros                    | Science de la nature                                                            |
| 2008  | David Baulcombe                  | Science de la nature                                                            |
| 2008  | Wallace Broecker                 | Science de la Terre                                                             |
| 2008  | Albert Eschenmoser               | Chimie                                                                          |
| 2008  | Deborah Jin                      | Physique                                                                        |
| 2008  | Judea Pearl                      | Informatique et sciences cognitives                                             |
| 2008  | Arun Phadke (en)                 | Ingénierie électrique                                                           |
| 2008  | Gary Ruvkun                      | Science de la nature                                                            |
| 2008  | James Thorp                      | Ingénierie électrique                                                           |
| 2009  | Ruzena Bajcsy                    | Informatique et sciences cognitives                                             |
| 2009  | Stephen J. Benkovic (en)         | Science de la nature                                                            |
| 2009  | J. Frederick Grassle (en)        | Science de la Terre                                                             |
| 2009  | Richard J. Robbins               | Ingénierie                                                                      |
| 2009  | George M. Whitesides             | Chimie                                                                          |
| 2009  | Lotfi A. Zadeh                   | Ingénierie électrique                                                           |
| 2010  | J. Ignacio Cirac (en)            | Physique                                                                        |
| 2010  | Shafrira Goldwasser              | Informatique et sciences cognitives                                             |
| 2010  | Peter C. Nowell (en)             | Science de la nature                                                            |
| 2010  | Gerhard M. Sessler               | Ingénierie électrique                                                           |
| 2010  | D. Brian Spalding (en)           | Ingénierie mécanique                                                            |
| 2010  | JoAnne Stubbe                    | Chimie                                                                          |
| 2010  | James Edward Maceo West (en)     | Ingénierie électrique                                                           |
| 2010  | David J. Wineland                | Physique                                                                        |
| 2010  | Peter Zoller                     | Physique                                                                        |
| 2010  | W. Richard Peltier (en)          | Science de la Terre et de l'environnement, prix Bower de la Réussite en Science |
| 2010  | William H. Gates (en)            | Prix Bower du Leadership d'entreprise                                           |
| 2011  | John R. Anderson                 | Informatique et sciences cognitives                                             |
| 2011  | Jillian F. Banfield (en)         | Science de la Terre et de l'environnement                                       |
| 2011  | Nicola Cabibbo                   | Physique                                                                        |
| 2011  | Ingrid Daubechies                | Ingénierie électrique                                                           |
| 2011  | Dean Kamen                       | Ingénierie mécanique                                                            |
| 2011  | Kyriacos Costa Nicolaou          | Chimie                                                                          |
| 2011  | George M. Church                 | Science de la nature, Prix Bower de la Réussite en Science                      |
| 2011  | Fred Kavli                       | Prix Bower du Leadership d'entreprise                                           |
| 2012  | Vladimir Vapnik                  | Informatique et sciences cognitives                                             |
| 2012  | Lonnie Thompson                  | Science de la Terre et de l'environnement                                       |
| 2012  | Ellen Stone Mosley-Thompson (en) | Science de la Terre et de l'environnement                                       |
| 2012  | Sean B. Carroll (en)             | Science de la nature                                                            |
| 2012  | Jerry Nelson                     | Ingénierie électrique                                                           |
| 2012  | Rashid Sunyaev                   | Physique                                                                        |
| 2012  | Zvi Hashin                       | Ingénierie mécanique                                                            |
| 2012  | Louis E. Brus                    | Chimie, Prix Bower de la Réussite en Science                                    |
| 2012  | John Chambers                    | Prix Bower du Leadership d'entreprise                                           |
| 2013  | Jerrold Meinwald                 | Chimie                                                                          |
| 2013  | William Labov                    | Informatique et sciences cognitives                                             |
| 2013  | Robert Berner                    | Science de la Terre et de l'environnement                                       |
| 2013  | Rudolf Jaenisch                  | Science de la nature                                                            |
| 2013  | Subra Suresh (en)                | Ingénierie mécanique                                                            |
| 2013  | Alexander Dalgarno               | Physique                                                                        |
| 2013  | Michael Dell                     | Prix Bower du Leadership d'entreprise                                           |
| 2013  | Kenichi Iga                      | Ingénierie électrique, Prix Bower de la Réussite en Science                     |
| 2014  | Daniel Kleppner                  | Physique                                                                        |
| 2014  | Christopher T. Walsh (en)        | Chimie                                                                          |
| 2014  | Lisa Tauxe (en)                  | Science de la Terre et de l'environnement                                       |
| 2014  | Shunichi Iwasaki                 | Ingénierie électrique                                                           |
| 2014  | Mark H. Kryder (en)              | Ingénierie électrique                                                           |
| 2014  | Joachim Frank                    | Science de la nature                                                            |
| 2014  | Ali H. Nayfeh (en)               | Ingénierie mécanique                                                            |
| 2014  | Edmund M. Clarke                 | Informatique et sciences cognitives, Prix Bower de la Réussite en Science       |
| 2014  | William W. George (en)           | Prix Bower du Leadership d'entreprise                                           |
| 2015  | Stephen Lippard (en)             | Chimie                                                                          |
| 2015  | Elissa Newport (en)              | Informatique et sciences cognitives                                             |
| 2015  | Syukuro Manabe                   | Science de la Terre et de l'environnement                                       |
| 2015  | Roger Harrington                 | Ingénierie électrique                                                           |
| 2015  | Cornelia Bargmann                | Science de la nature                                                            |
| 2015  | Charles L. Kane                  | Physique                                                                        |
| 2015  | Eugene Mele (en)                 | Physique                                                                        |
| 2015  | Shoucheng Zhang (en)             | Physique                                                                        |
| 2015  | Jon Huntsman, Sr.                | Prix Bower du Leadership d'entreprise                                           |
| 2015  | Jean-Pierre Kruth                | Ingénierie mécanique, Prix Bower de la Réussite en Science                      |
| 2016  | Nadrian C. Seeman (en)           | Chimie                                                                          |
| 2016  | Yale Patt                        | Informatique et sciences cognitives                                             |
| 2016  | Brian F. Atwater (en)            | Science de la Terre et de l'environnement                                       |
| 2016  | Solomon W. Golomb                | Ingénierie électrique                                                           |
| 2016  | Robert S. Langer                 | Science de la nature                                                            |
| 2016  | Shu Chien (en)                   | Ingénierie mécanique                                                            |
| 2016  | Patrick Soon-Shiong              | Prix Bower du Leadership d'entreprise                                           |
| 2016  | William J. Borucki               | Physique, Prix Bower de la Réussite en Science                                  |
| 2017  | Krzysztof Matyjaszewski          | Chimie                                                                          |
| 2017  | Mitsuo Sawamoto (en)             | Chimie                                                                          |
| 2017  | Michael I. Posner (en)           | Informatique et sciences cognitives                                             |
| 2017  | Nick Holonyak, Jr.               | Ingénierie électrique                                                           |
| 2017  | Douglas C. Wallace (en)          | Science de la nature                                                            |
| 2017  | Mildred Dresselhaus              | Science des matériaux et Ingénierie                                             |
| 2017  | Marvin L. Cohen (en)             | Physique                                                                        |
| 2017  | Claude Lorius                    | Science de la Terre et de l'environnement, Prix Bower de la Réussite en Science |
| 2017  | Alan Mulally (en)                | Prix Bower du Leadership d'entreprise                                           |
| 2018  | Susan Trumbore                   | Science de la Terre et de l'environnement                                       |
| 2018  | Manijeh Razeghi                  | Ingénierie électrique                                                           |
| 2018  | Adrian Bejan                     | Ingénierie mécanique                                                            |
| 2018  | Helen Quinn                      | Physique                                                                        |
| 2018  | John B. Goodenough               | Chimie                                                                          |
| 2018  | Vint Cerf                        | Informatique et sciences cognitives                                             |
| 2018  | Robert E. Kahn                   | Informatique et sciences cognitives                                             |
| 2018  | Philippe Horvath                 | Science de la nature, prix Bower de la Réussite en Science                      |